# Sân bay Rovaniemi
Sân bay Rovaniemi (tiếng Phần Lan: Rovaniemen lentoasema) (IATA: RVN, ICAO: EFRO) là sân bay lớn thứ tư ở Phần Lan về số lượng khách hàng năm, có khoảng cách khoảng 10 km về phía bắc thành phố Rovaniemi ở tỉnh Lapland. Vòng Cực chạy qua đường băng chính gần hơn ở đoạn cuối phía bắc. Làng Santa Claus và Santapark Lưu trữ ngày 16 tháng 12 năm 2009 tại Wayback Machine nằm cách sân bay này trong phạm vị 2–3 km.

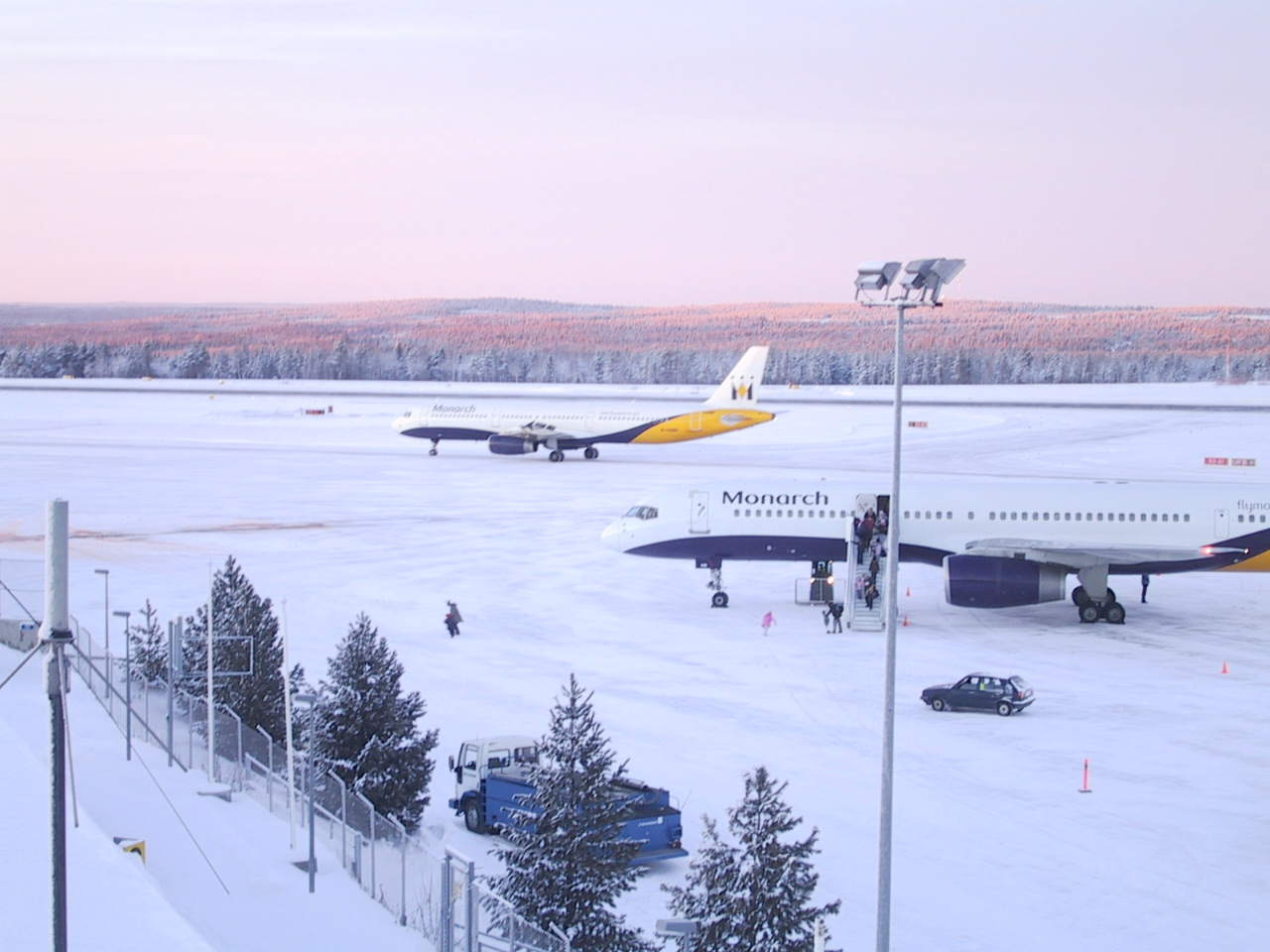
Winter Solstice 2004 tại sân bay Rovaniemi, Vòng Cực

Sân bay này được xây năm 1940 với hai đường băng mặt cỏ. Trong cuộc chiến tranh kế tục, sân bay này là căn cứ của Luftwaffe Đức.
Trong năm 2006, sân bay này phục vụ 432.000 lượt khách. Mùa chính của các chuyến bay thuê bao từ Anh và các quốc gia châu Âu từ cuối tháng 11 đến giữa tháng 1 hàng năm. Khách Nga đến đây tháng 1.

## Các hãng hàng không và tuyến bay
Nội địa
- Blue1 (Helsinki)
- Finnair (Helsinki, Oulu [bắt đầu từ 10/8])

Quốc tế
- Transavia (Amsterdam) Seasonal
- Air Mediterranee (Paris-Orly) Seasonal
- Aeroflot (Murmansk, Luleå, Arkangel)